# Wine Doors
Wine-Doors es una aplicación diseñada para instalar programas (software) de Microsoft Windows en sistemas operativos Linux, Solaris o en otros sistemas Unix mucho más fácil, de manera gráfica. Wine Doors es esencialmente una herramienta de Gestión de Paquetes, para programas de Windows en sistemas Linux.
Wine-Doors trabaja conjuntamente con software, librerías y herramientas creadas sobre Wine y con funciones de Cedega, cvscedega y CrossOver
La programación de Wine-Doors ha requerido de PyGtk, Glade y Cairo como biblioteca de funciones gráficas, siguiendo la guía de estilos Tango para el uso de iconos y material gráfico.

## Programas que incluye
Aplicaciones base de Windows:
- Arial
- Arial Bold
- Autohotkeys
- Comic Sans
- Courier
- Mozilla ActiveX Control
- Times New Roman Font
- Visual C++ runtime libraries
- Webdings Font
- Wine Gecko

Juegos:
- Call of Duty
- Call of Duty 2
- DirectX 9
- Half Life 2
- Prey
- Rogue Spear
- Soldat
- Steam
- Warcraft 3
- World of Warcraft

Aplicaciones:
- 7zip
- CDex
- Dreamweaver
- DVDDecrypter
- Eudora
- FireFox
- Flash
- Internet Explorer
- Opera
- QuickTime
- Total Commander
- Winamp
- Windows Media Player

Bibliotecas:
- Andale FontCommon Controls
- DCOM
- Georgia Font
- Impact Font
- Microsoft Data Access Components (Jet)
- Microsoft Foundation Classes
- Windows Installer
- MSXML
- Windows Scripting Host
- Tahoma Font
- Trebuchet Font
- Visual Basic Common Control Libraries
- Visual Basic Runtime Libraries
- Verdana Font

## Dependencias de software
- Wine
- cabextract, tar, gzip, bzip, unzip, orange (en Ubuntu)
- python-gnome2-desktop >= 2.16
- python >= 2.4
- python2.4-cairo >= 1.2.0
- libcairo2 >= 1.2.4
- python-libxml2
- python-glade2

## Enlaces
- Página principal del proyecto, en inglés
- Página de Descargas, en inglés

- Datos: Q3751529